# Miami Heat
O Miami Heat é um time norte-americano de basquete profissional com sede em Miami. O Heat compete na National Basketball Association (NBA) como membro da Divisão Sudeste da Conferência Leste. O clube joga seus jogos em casa no Kaseya Center e venceu três títulos da NBA.
A franquia começou a jogar na NBA na temporada de 1988-89 como uma equipe de expansão. Após um período de mediocridade, o Heat ganhou relevância durante a década de 1990 após a nomeação de Pat Riley como presidente da equipe. Riley liderou as negociações de Alonzo Mourning e Tim Hardaway, o que imediatamente impulsionou o time para os playoffs. Eles levaram o Heat a quatro títulos de divisão, antes de suas partidas em 2001 e 2002. A equipe experimentou um sucesso renovado após selecionar Dwyane Wade no draft de 2003.
Liderado por Wade e Shaquille O'Neal e com Riley como treinador principal, Miami venceu sua primeira final da NBA em 2006. Dois anos depois, após a saída de O'Neal, a equipe entrou em outro período de declínio. Riley manteve sua posição como presidente da equipe, mas foi substituído como treinador principal por Erik Spoelstra. Em 2010, a equipe contratou LeBron James e Chris Bosh, criando o "Big Three" junto com Wade. Durante seu período de quatro anos juntos, Spoelstra, James, Wade e Bosh levaram o Heat às finais da NBA em todas as temporadas e ganharam o bi-campeonato em 2012 e 2013. O trio partiria em 2016 e a equipe entrou em outro período de reconstrução. Depois de adquirir Jimmy Butler em 2019, o Heat voltou às finais da NBA em 2020 e 2023.
O Heat detém o recorde da terceira sequência de vitórias mais longa da NBA, 27 jogos consecutivos, estabelecida durante a temporada de 2012-13. Seis membros do Hall of Fame jogaram pelo Miami, enquanto James ganhou o Prêmio de MVP enquanto jogava pelo time.

## História

### 1987–1989: A NBA chega a Miami

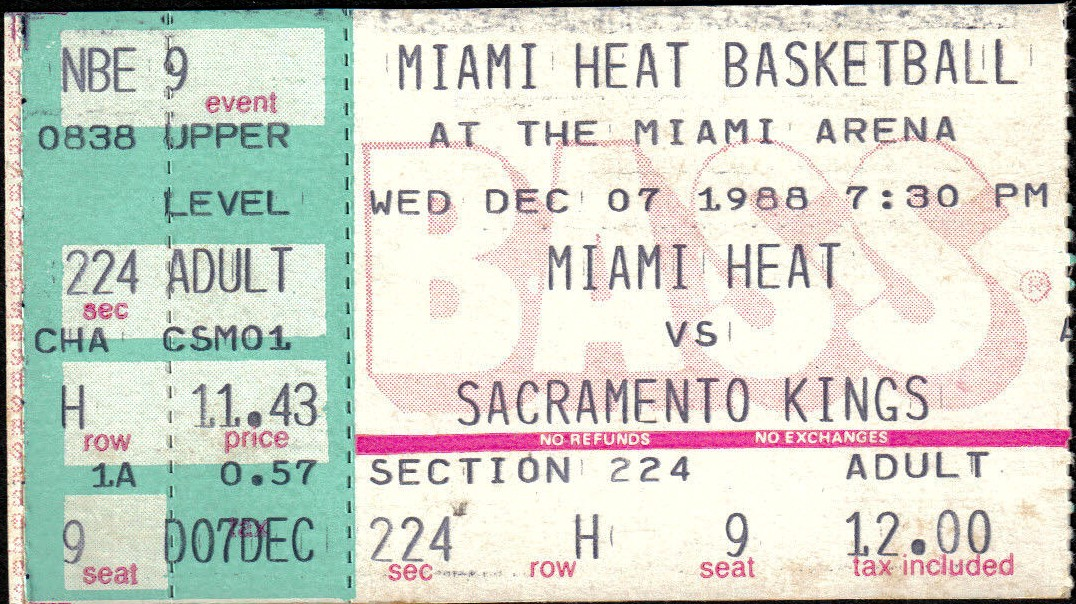
Um ingresso para um jogo de dezembro de 1988 entre o Heat e o Sacramento Kings, a primeira vez que os times se enfrentaram em um jogo da temporada regular.

Em 1987, a NBA anunciou planos para adicionar três equipes à liga. Na Flórida, estado na época sem franquia da NBA, grupos de Orlando, São Petersburgo e Miami se candidataram a franquias. O grupo de Miami foi liderado pelo membro do Hall da Fama, Billy Cunningham, e pelo ex-agente esportivo, Lewis Schaffel, que recebeu apoio financeiro do fundador da Carnival Cruise Lines, Ted Arison, que se tornou proprietário majoritário. As operações do dia-a-dia seriam administradas pelos acionistas minoritários Cunningham e Schaffel.
Em abril de 1987, o comitê de expansão da NBA endossou as propostas das cidades de Charlotte e Minneapolis. No entanto, o comitê ficou dividido entre conceder a terceira e última franquia para Miami ou Orlando. Finalmente, foi decidido que a NBA se expandiria em 4 equipes: Charlotte Hornets e Miami Heat estreando na temporada de 1988-89 e Minnesota Timberwolves e Orlando Magic começando na temporada de 1989-90.
O nome da equipe foi escolhido por uma pesquisa em outubro de 1986. Depois de ser aceito na liga, o logotipo da equipe foi criado pelo artista de Miami, Mark Henderson.
O Heat entrou na NBA na temporada de 1988-89 com um elenco de jogadores jovens e veteranos. No plantel inicial estavam: Rony Seikaly, Kevin Edwards, Grant Long, Sylvester Gray, Rory Sparrow, Jon Sundvold, Pat Cummings, Scott Hastings, Dwayne Washington e Billy Thompson. A equipe começou a temporada perdendo seus primeiros 17 jogos, incluindo uma derrota de 138-91 para o Los Angeles Lakers, um recorde da NBA na época. Além disso, o Heat foi colocado na Divisão Centro-Oeste da Conferência Oeste, forçando longas viagens para realizar seus jogos. Seu adversário mais próximo da divisão foi o Houston Rockets, que fica a mais de 1,4 km de Miami. A equipe terminou a temporada com um recorde de 15-67 (A pior temporada na história da franquia).

### 1989–1995: Era Glen Rice
Para ajudar a resolver a baixa produção da equipe, eles selecionaram Glen Rice de Michigan na primeira rodada e Sherman Douglas de Syracuse na 2ª rodada do draft de 1989. A equipe também se mudou para a Divisão do Atlântico da Conferência Leste na temporada de 1989-90, onde permaneceria pelos próximos 15 anos. No entanto, o Heat continuou a sofrer e não ganhou mais de dois jogos consecutivos. Eles terminaram a temporada com um recorde de 18-64.
A temporada de 1989-90 viu Miami conseguir a terceira escolha no draft e realizar trocas com Denver Nuggets e Houston Rockets para obter as escolhas 9 e 12 selecionando Willie Burton de Minnesota e Alec Kessler de Geórgia. Ambos os escolhidos fracassaram, Burton tentou mudar de posição e Kessler sofreu com problemas de lesão. Enquanto Rice, Seikaly e Douglas apresentaram melhora em relação ao ano anterior, Miami só conseguiu um recorde de 24-58 na temporada de 1990–91, permanecendo nos últimos lugares da Divisão do Atlântico. Rothstein iria renunciar ao cargo de treinador no final da temporada, mas depois voltaria para o Heat antes da temporada de 2004-05 como um assistente técnico.

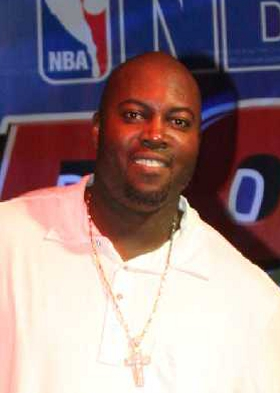
Glen Rice jogou seis temporadas com o Heat, de 1989 a 1995.

Para o lugar de Rothstein, o Heat contratou Kevin Loughery, que tinha 29 anos de experiência na NBA como jgador de treinador.
No draft de 1991, para inaugurar uma nova era da equipe, a equipe selecionou Steve Smith de Michigan. Com a ajuda do novato Smith, Rony Seikaly e um experiente Glen Rice, o Heat terminou em quarto lugar na Divisão Atlântico com um recorde de 38-44 e alcançou os playoffs pela primeira vez em sua história, tornando-se a primeira das quatro equipes novatas a disputar os playoffs. Jogando contra o Chicago Bulls de Michael Jordan, o Heat foi varrido em três jogos. Steve Smith fez parte da Primeira-Equipe de Novatos e Glen Rice terminou em 10° na lista de jogadores que mais fizeram pontos na temporada.
Na temporada de 1992-93, o Heat escolheu Harold Miner no draft e fez uma troca por John Salley. Embora a adição de Salley foi feita com esperança por causa do papel que ele desempenhou no Detroit Pistons, se tornou rapidamente evidente que Salley não era um jogador de qualidade para um time medíocre como Miami era na época. Salley acabaria por ter o seu tempo de jogo diminuído, resultando em sua saída para o Toronto Raptors em 1995. Miami registrou um recorde de vitórias de fevereiro a março, mas não foi o suficiente para irem aos playoff com um recorde de 36-46.
Uma temporada melhor viria em 1993-94, conseguindo um recorde de 42-40 e se classificando em 8° para os playoffs. Depois de Miami abrir uma vantagem de 2-1 na série contra o Atlanta Hawks, Atlanta reuniu força para vencer a série em cinco jogos. Após essa temporada, Steve Smith seria selecionado como um membro do 2° Dream Team, a seleção de All-Stars que foram selecionados para competir na Copa do Mundo de 1994 em Toronto. Na temporada de 1994-95, a equipe inesperadamente reformulou seu elenco, trocando Seikaly, Smith e Grant Long por Kevin Willis e Billy Owens. Foi uma decisão amplamente criticada porque a comunidade de Miami tinha simpatia pelos jogadores e a decisão dos proprietários de trocá-los deixou um gosto de insatisfação nos fãs.

### 1995–2001: Era Hardaway e Mourning
Em meio a seu histórico de derrotas e falta de uma identidade, Billy Cunningham e Lewis Schaffel estavam em processo de venda de sua participação na equipe, jogando a organização em um abismo de incerteza. No entanto, Ted Arison deixou a equipe para o seu filho, Micky Arison, que comprou as outras ações em 13 de fevereiro, consolidando o controle da franquia para sua família. Como novo dono, Arison contratou Dave Wohl como gerente geral. Ele demitiu o técnico Kevin Loughery e o substituiu-o por Alvin Gentry para tentar mudar o recorde de 17-29 da equipe. Gentry conseguiu 15 vitórias e 21 derrotas nos 36 jogos restantes da temporada, terminando com um recorde de 32-50. Durante esse período provisório com Gentry, o Heat conseguiu sua melhor vitória na história, quando bateu o Los Angeles Clippers por 126-83. Além disso, Rice marcou 56 pontos contra o Orlando Magic, até então, estabelecendo o recorde de pontos de um jogador do Heat em uma partida. No All-Star Game em Phoenix, Harold Miner ganhou o desafio de enterradas e Glen Rice ganhou o desafio de três pontos.
Arison começou a remodelar o Miami Heat, as melhorias contínuas dos jogadores chamou a atenção da grande mídia, embora a equipe não tenha conseguido ir para os playoffs pela quinta vez em sete anos. No entanto, a sorte do Heat mudou drasticamente no verão de 1995, o período de pós-temporada do mesmo ano tornou-se um dos mais comoventes na história da franquia.

#### 1995–96: A chegada de Pat Riley

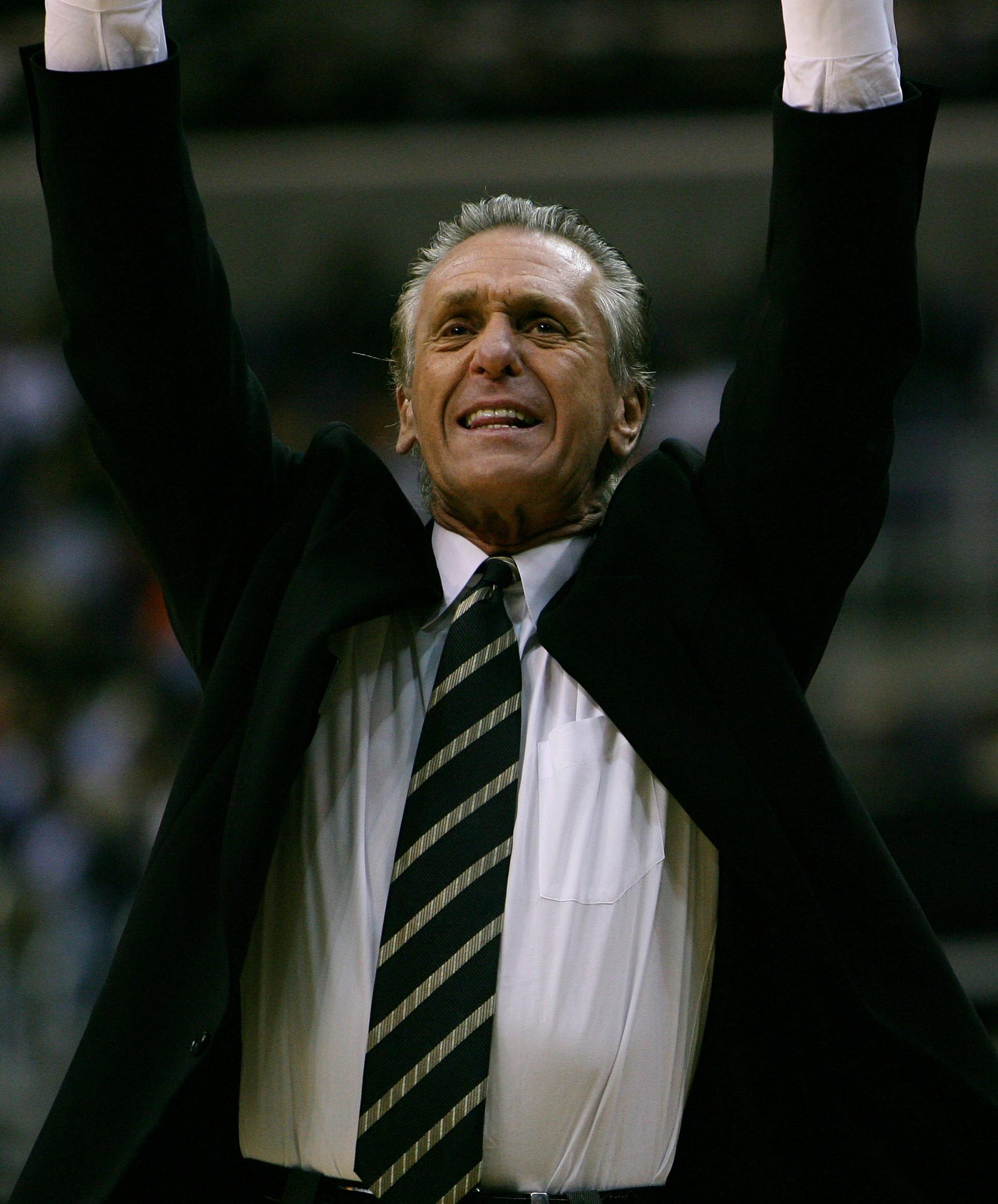
O presidente da equipe Pat Riley reestruturou o Miami Heat e levou a equipe ao seu primeiro título em 2006.

Para definir uma nova cara para o Heat, Arison contratou Pat Riley para ser o novo treinador e presidente da equipe. A cidade de Miami organizou uma cerimonia para Riley quando ele chegou pela primeira vez á cidade. Pouco tempo depois, Randy Pfund, ex-assistente de Riley no Los Angeles Lakers, foi trazido para ser o vice-presidente executivo da equipe. Determinado a trazer um título para Miami, Riley soltou uma bomba duas noites antes da temporada começar, o envio de Glen Rice, Matt Geiger e outros quatro jogadores para o Charlotte Hornets em troca de Alonzo Mourning. No início da temporada, o Heat venceu 11 de seus primeiros 14 jogos. Em meados de dezembro, a equipe enfrentou os Knicks pela primeira vez em Nova York; Riley teve uma recepção bastante negativa dos fãs, que muitas vezes o chamava de "Pat the Rat (Pat, o Rato)".
Até o final de fevereiro, com o Heat tendo um recorde de 24-29, Riley continuou remontando a equipe. Ele completou três acordos separados envolvendo 10 jogadores que incluía a aquisição de Tim Hardaway, Chris Gatling e Walt Williams. No entanto, diante da possibilidade da chegada dos três em Miami, houve um jogo contra o Chicago Bulls. Com apenas oito jogadores disponíveis no plantel, o Heat correu para obter um nono jogador e entrar nas regras da liga, Tony Smith não chegou a tempo e Riley teria dito que assinaria com 'alguém na rua'. Rex Chapman, que foi negociado com o Heat pelo Washington Bullets levou a equipe à maior vitória de virada da história da franquia, derrotando os Bulls por 113-104.
Mourning e Hardaway rapidamente se tornaram peças centrais do Miami Heat. Juntos com o seu domínio de pontuação individual, eles formaram uma das duplas mais perigosas da liga, trazendo um novo entusiasmo para a comunidade de Miami e transformando o Heat em um adversário sério. Terminando com um recorde de 42-40, o Heat foi para os playoffs pela terceira vez na história da franquia, mas foram varridos em três jogos pelos Bulls. No entanto, o novo Heat ganhou otimismo para um futuro brilhante e eles continuaram a melhorar na temporada seguinte.

#### 1996–97: Finais de Conferência
No verão de 1996, o Heat continuou renovando seu elenco, trocando Tyrone Corbin, Terrence Rencher, Tony Smith, Gatling, Williams e Chapman. Eles estavam planejando trazer Juwan Howard e PJ Brown em julho, mas a liga anulou o negócio de Howard. Por outro lado, Miami conseguiu trazer Brown. Voshon Lenard e Dan Majerle também foram adicionados à equipe, tornando-se uma dupla perigosa na zona de defesa por sua tenacidade e sua especialização em três pontos. A equipe também adquiriu Jamal Mashburn, um atleta de alta pontuação que poderia desempenhar qualquer papel que lhe fosse pedido. Ao longo da temporada de 1996-97, Riley drasticamente transformou o Heat em um rolo compressor defensivo com grande espírito de equipe. Rapidamente se tornando candidato ao título, o Heat conquistou um recorde de 32-9, ganhando o apelido de "Road Warriors".
O Heat ganhou o seu primeiro título da Divisão do Atlântico com um recorde de 61-21, o melhor recorde da temporada regular na história da franquia. Entrando nos playoffs, o Heat enfrentou o Orlando Magic na primeira rodada, ganhando os dois primeiros jogos. Penny Hardaway e Darrell Armstrong lideraram o Magic nos jogos 3 e 4, estendendo a série para o quinto jogo decisivo. No Jogo 5, Miami esteve 17 pontos atrás no placar mas conseguiu virar o jogo e vencer a primeira série de playoffs da franquia. Em 8 de maio, Riley foi nomeado o Treinador do Ano, tornando-se o primeiro treinador da NBA a ganhar o prêmio em três equipes diferentes.
Nas semifinais de Conferência, o Heat enfrentou o New York Knicks. O jogo bruto conduziu a uma concorrência feroz em toda a série, o que provocou o início de uma das rivalidades mais cruéis da história da NBA. Patrick Ewing, com 24 pontos, liderou os Knicks à vitória no Jogo 1. Duas noites mais tarde, Tim Hardaway com 34 pontos ajudou o Heat a empatar a série com uma vitória no Jogo 2. Depois de ganhar os Jogos 3 e 4 em Nova York, os Knicks assumiram a liderança da série por 3-1. Perto do final do Jogo 5, PJ Brown e Charlie Ward tiveram uma briga que envolveu os times inteiros. Isso resultou em suspensões para Ward, Ewing e Allan Houston no Jogo 6 e Larry Johnson e John Starks no Jogo 7. Miami iria jogar o resto da série sem Brown, que assistiu aos últimos dois jogos no seu quarto de hotel. Depois de vencer o Jogo 6, o sétimo e decisivo jogo seria em Miami. Depois de Mourning ter cometido sua quinta falta, ele foi forçado a ficar de fora resto do jogo. Com isso, Hardaway assumiu o jogo e fechou a série contra os Knicks.
Nas finais de Conferência pela primeira vez, o Heat enfrentou o Chicago Bulls. Depois de perder nos 3 primeiros jogos, Mourning garantiu a vitória no Jogo 4. No entanto, ele foi suspenso por cinco jogos devido a uma cotovelada em Scottie Pippen. Os Bulls iriam derrotar o Heat nos playoffs pelo segundo ano consecutivo. Assim terminava, até então, a melhor temporada da história do Heat.

#### 1997–1999: Repetindo os duelos com os Knicks

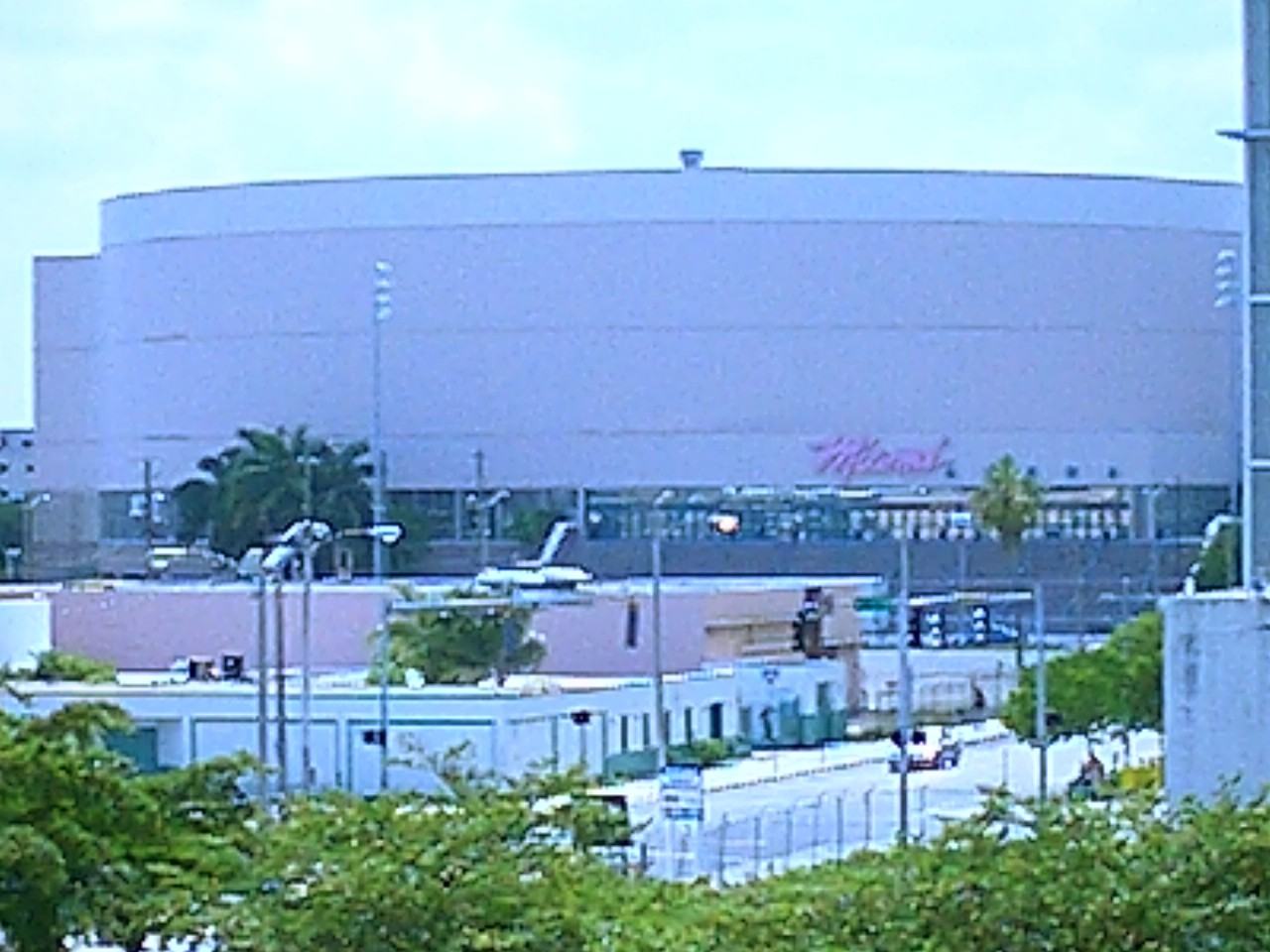
O Heat jogou seus jogos em casa na Miami Arena de 1988 a 1999

Durante a offseason, o foco da equipe deslocou-se para a construção de uma nova e melhor arena para substituir a Miami Arena. Depois de superar a oposição política, a franquia comemorou seu aniversário de 10 anos com a inauguração da AmericanAirlines Arena em 27 de Janeiro de 1998. O Heat teve outra grande temporada regular em 1997-98 com um recorde de 55-27. Como na temporada anterior, antes de ir para os playoffs, o Heat foi campeão da Divisão do Atlântico. Com o Heat se classificando em 2° e o New York Knicks em 7°, os rivais da temporada anterior se enfrentariam novamente. As duas equipes pareciam equilibradas, com Miami vencendo os Jogos 1 e 3 e Nova York levando os Jogos 2 e 4. O momento mais memorável da série veio no final do Jogo 4, quando uma briga começou entre Alonzo Mourning e Larry Johnson. Com isso, Mourning foi suspenso para o Jogo 5 da série. Muitos fãs de Heat sentiram que Johnson, sabendo que os Knicks já haviam vencido o Jogo 4, provocou Mourning deliberadamente no final do jogo, não apenas para obter vantagem, mas para vingar as suspensões do ano anterior. Independentemente de sua intenção, ele conseguiu, provando que o Heat não era páreo para os Knicks sem o seu capitão no Jogo 5. Os Knicks levaram a série por 3-2.
Na temporada de 1998-99, a dinastia dos Bulls estava terminando com Michael Jordan, Scottie Pippen e Phil Jackson saindo de Chicago e o Heat foi considerado o principal candidato para tomar o primeiro lugar na Conferência Leste. No entanto, apenas algumas semanas antes da off-season, uma enorme greve paralisou a NBA. Esta foi a primeira paralisação na história da NBA que resultou em jogos perdidos. Vários meses se passaram e tudo continuou sem solução. Em janeiro de 1999, a NBA e a associação de jogadores chegaram a um consenso sobre um acordo de negociação coletiva. As equipes tiveram sua temporada encurtada e pouco tempo para se preparar.
Apesar da agenda cansativa, o Heat respondeu as expectativas e terminou em primeiro lugar na Conferência Leste. Alonzo Mourning em particular teve uma grande temporada, liderando a liga em bloqueios e ganhando o prêmio de Jogador Defensivo do Ano. Ele também foi nomeado como o melhor pivô na temporada (batendo Shaquille O'Neal) e foi o 2° colocado no Prêmio de MVP, perdendo para Karl Malone. Miami teve um recorde de 33-17, a melhor campanha na liga. Na primeira rodada dos playoffs, o Heat enfrentaria mais uma vez o New York Knicks.
Os Knicks ganharam os Jogos 1 e 3 e o Heat ganharam os Jogos 2 e 4, exatamente o oposto do ano anterior. Pelo terceiro ano consecutivo, houve um jogo decisivo em Miami. Os Knicks conseguiram ganhar o jogo em sua última jogada e entrou para história da NBA por ser o segundo time a bater o 1° colocado na Conferência depois de ter se classificado em 8°.

#### 1999–2000: Última derrota para os Knicks
Depois de três tentativas fracassadas de conseguir chegar na Final da NBA e ser eliminado duas vezes pelos Knicks, o Heat aguardava com expectativa a temporada de 1999-2000. Em preparação para a nova temporada, a franquia sofreu mudanças, tendo um novo conjunto de uniformes que são usadas até hoje. O logo foi atualizado, e no dia de Ano Novo de 2000, o Heat jogava sua primeira partida na AmericanAirlines Arena, sua nova casa. Mais uma vez, o Heat mostrou que seria candidato ao título, começando com um recorde de 15-4. Em 2 de janeiro de 2000, o Heat derrotou o Orlando Magic no primeiro jogo na AmericanAirlines Arena. A equipe terminou a temporada com um recorde de 52-30, ganhando a Divisão do Atlântico pela quarta vez e se classificando em 3° para os playoffs. Mourning liderou a liga em tocos e novamente ganhou o prêmio de Jogador Defensivo do Ano. Mourning e Hardaway levaram o Heat para os playoffs pelo quinto ano consecutivo, mas Hardaway sofreu uma lesão que o impediu de jogar.
Na primeira rodada, o adversário foi o Detroit Pistons. Mesmo sem Hardaway, Miami venceu a série por 3-0, a primeira varrida na história da franquia. Isso levou o Heat para as semifinais de conferência contra os Knicks pela quarta vez consecutiva. A série começou em Miami, com Hardaway voltando ao time titular, mas foi Mourning com 26 pontos que deu a vitória ao Heat. Os Knicks igualaram a série com uma vitória Jogo 2 em Miami. O Jogo 3 no Madison Square Garden, acabou com o Heat vencendo na prorrogação. Após isso, os Knicks ganharam o Jogo 4 e o Heat venceu o Jogo 5. No entanto, os Knicks venceram o Jogo 6, forçando um sétimo jogo em Miami. Em duas falhas do Heat nos minutos finais, os Knicks conseguiram ganhar e novamente eliminaram o Heat.

### 2000–2003: Declínio
Depois de ser eliminado dos playoffs pelo New York Knicks no jogo decisivo da série pela terceira temporada consecutiva, Pat Riley decidiu que era hora do Heat sofrer algumas alterações. Depois de perder a disputa por Tracy McGrady para o Orlando Magic, Miami decidiu trocar Brown e Mashburn para o Charlotte Hornets em troca de Eddie Jones, Anthony Mason e Ricky Davis. Miami também contratou Brian Grant para formar o elenco com Mourning, Hardaway, Majerle, Bruce Bowen e Anthony Carter.
Infelizmente, a euforia logo se transformou em medo. Na volta das Olimpíadas, Mourning notou que suas pernas estavam inchadas. Após um teste físico, ele descobriu que tinha uma doença renal crônica: glomerulosclerose segmentar e focal. O Heat perdeu Mourning por 69 jogos na temporada de 2000-01, mas encontrou o sucesso com Grant, Jones e Mason, o último foi nomeado para o All-Star Game. Liderado por Hardaway, o Heat embarcou em outra temporada vencedora com um recorde de 50-32, ganhando a terceira colocação na Conferência Leste. Com 13 jogos restantes, Mourning surpreendentemente voltou a escalação do Heat contra o Toronto Raptors. Com sua formação completa à disposição pela primeira vez durante toda temporada, o Heat se classificou para os playoffs pela sexta vez seguida. Eles enfrentaram o Charlotte Hornets na primeira rodada. Apesar de ter o melhor recorde na temporada regular, a equipe foi absolutamente destruída pelos Hornets. Esta derrota marcou o fim da era Mourning-Hardaway que durou cinco anos. O Heat não chegaria aos playoffs novamente por vários anos.
As duas temporadas seguintes foram duas das piores na história da franquia. Pat Riley ficou de fora dos playoffs pela primeira vez em sua carreira de treinador. Miami completou seu elenco com jogadores decadentes como: Rod Strickland, Chris Gatling, Jim Jackson, LaPhonso Ellis e Kendall Gill junto com Mourning, Jones, Grant e Carter, a quem o Heat assinou um controverso contrato de três anos, que muitos acharam exagero para o jovem jogador. O Heat também assinou com dois jovens jogadores, Malik Allen e Mike James. O time de veteranos ficou de fora dos playoffs com um recorde de 36-46.
Miami começou a se reconstruir na temporada de 2002-03. O Heat selecionou Caron Butler na primeira rodada e Rasual Butler na segunda rodada do draft de 2002. Mourning perdeu toda a temporada devido a sua saúde debilitada e Eddie Jones também perdeu uma grande parte da temporada com uma lesão no tornozelo. Miami foi liderado por Butler e muitos dos jogadores jovens que enchiam o elenco desde 2000, incluindo Eddie House, Carter, Stepania, Allen e James. Eles terminaram a temporada com um recorde de 25-57, com Riley deixando o cargo de treinador principal e a equipe terminando em 7º lugar na Divisão do Atlântico.

### 2003–2006: Ressurgimento

#### 2003–04: Chegada de Dwyane Wade

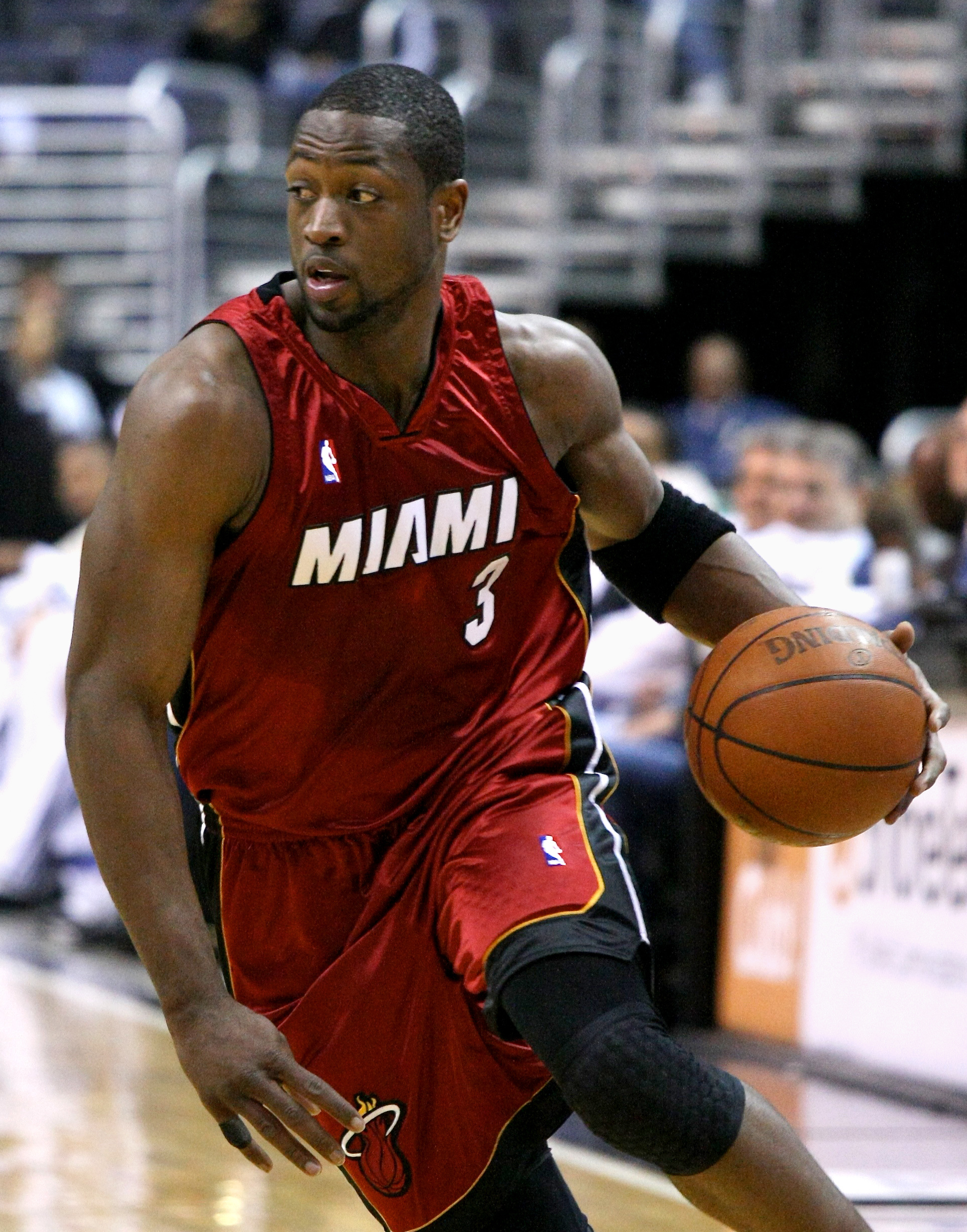
Dwyane Wade foi escolhido pelo Heat como a 5° escolha geral no draft de 2003. Ele ganhou o MVP das finais em 2006.

O enorme contrato de Alonzo Mourning expirou no verão seguinte, dando o Heat algum espaço financeiro para se reconstruir. No entanto, eles estavam longe de ter recursos para assinar com um jogador top. Com espaço no teto financeiro, Miami mirou no agente livre Elton Brand e ofereceu-lhe um contrato de 6 anos e 82 milhões. Surpreendentemente, o proprietário do Los Angeles Clippers, Donald Sterling, igualou a oferta de Miami. O Heat assinou com Lamar Odom e Rafer Alston. Eles decidiram selecionar Dwayne Wade como a 5° escolha geral do draft de 2003 em vez de assinar com um grande armador. Miami também assinou com Udonis Haslem da Universidade da Flórida, que não foi selecionado no draft anterior.
Poucos dias antes do início da temporada de 2003-04, Riley chocou o mundo de basquete, quando ele deixou o cargo de treinador para se concentrar mais em seu papel como presidente da equipe e contratou Stan Van Gundy para a posição. A equipe era apontada como uma das que estariam entre as piores da liga pelos analistas. Depois de lidar com problemas de contusão de Odom e Wade, a equipe mudou e fizeram o que a maioria dos membros da equipe consideraram ser a temporada mais divertida de suas carreiras. Os recém-chegados do Heat trouxeram juventude e energia para a equipe. Wade quebrou recordes de calouro e vários jogadores ressuscitaram sua carreira. Miami terminou a temporada com um recorde de 42-40 e perdeu para o Indiana Pacers por 4-2 nas semifinais da Conferência.

#### 2004–05: Retorno para as finais da conferência

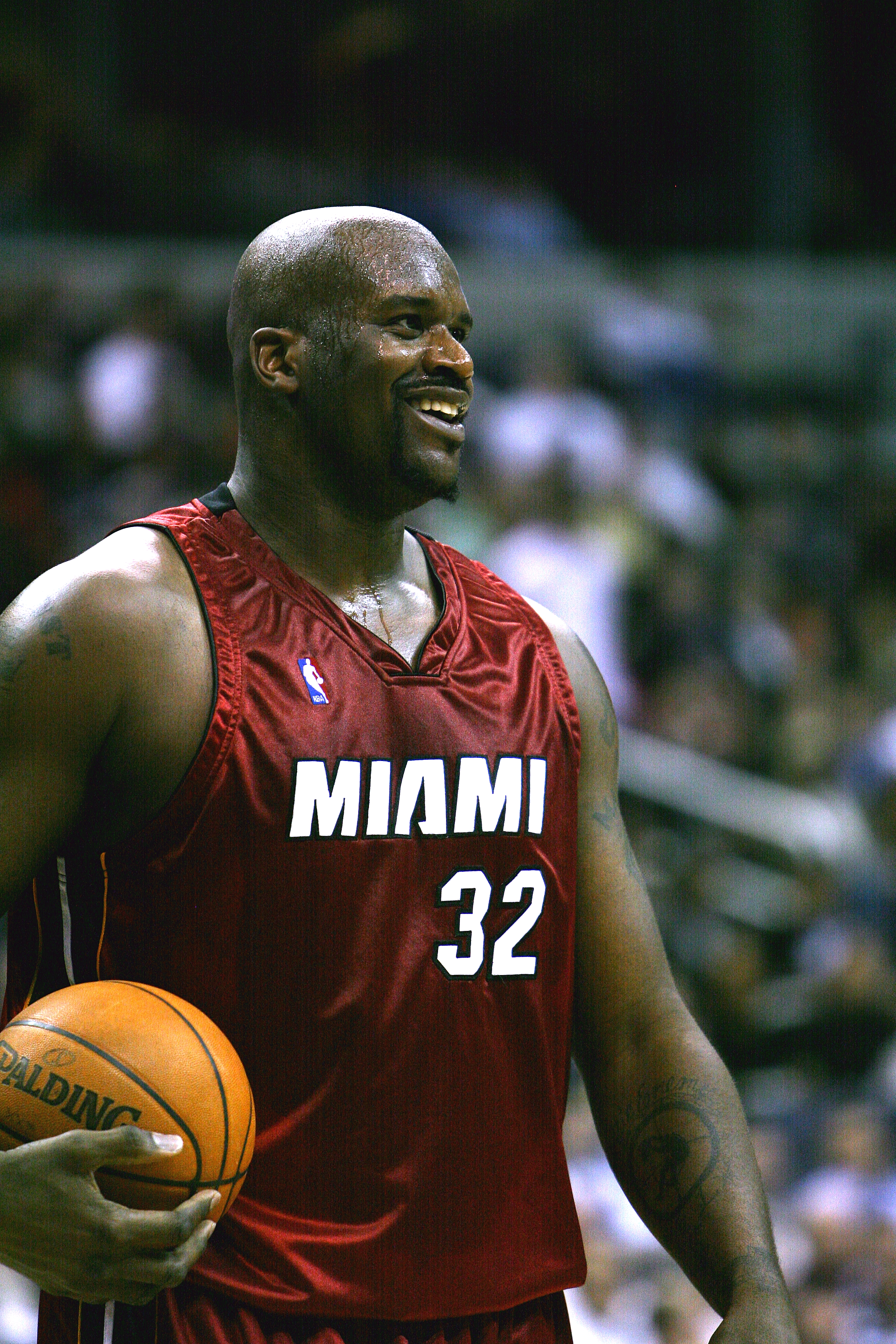
Shaquille O'Neal foi adquirido em uma troca de verão. Ele formou uma grande dupla com Wade.

Após a promissora temporada de 2003-04, Miami deu passos importantes para se tornar uma franquia campeã. Em 14 de julho de 2004, eles adquiriram Shaquille O'Neal em uma troca histórica com o Los Angeles Lakers. Riley também tentou contratar Karl Malone, mas ele decidiu aposentar-se. Wade e O'Neal funcionaram bem como uma dupla. A temporada também reuniu vários ex-membros da equipe. Ron Rothstein, primeiro treinador do Heat, tornou-se assistente técnico e Alonzo Mourning foi re-contratado depois de ser dispensado do Toronto Raptors após a troca de Vince Carter em dezembro.
Nessa temporada, o Heat alcançou seu segundo melhor recorde na história da franquia: 59-23. A equipe classificou em primeiro lugar na temporada regular e varreu as duas primeiras rodadas contra New Jersey e Washington, avançando para as finais da Conferência Leste contra o atual campeão Detroit. As equipes venceram duas vezes cada nos quatro primeiros jogos antes de Miami ter uma vitória de 88-76 no Jogo 5, mas no processo perderam Wade com uma lesão no músculo. Com a lesão de Wade, o Heat perdeu por 91-66 no Jogo 6 em Detroit, forçando o Jogo 7 em Miami. Wade voltou a jogar mas o Heat acabou perdendo por 88-82.
Na pós-temporada, o Heat se refez. No que era para ser a maior troca da história da NBA, envolvendo 5 equipes e 13 jogadores: Heat negociou Eddie Jones, Rasual Butler e Qyntel Woods e em troca recebeu Antoine Walker, Jason Williams, e James Posey. Miami também assinou com Gary Payton, Jason Kapono e Wayne Simien. Os críticos foram rápidos a debater se a equipe do Heat reformada teria problemas de relacionamento e/ou estava muito velha (O'Neal, Mourning e Payton estavam todos acima dos trinta anos).

#### 2005–06: Primeiro título

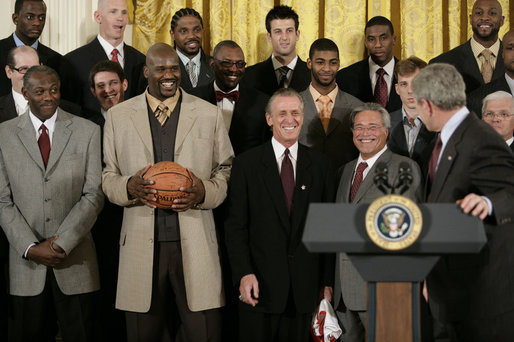
Shaquille O'Neal, Pat Riley e o elenco do Heat visitando o presidente George W. Bush após a conquista do título

Depois de um início com um recorde de 11-10, Riley anunciou que iria tornar-se treinador principal pela segunda vez, depois que Van Gundy inesperadamente deixou o cargo devido a razões pessoais e familiares. A equipe respondeu bem e ganhou os seus três primeiros jogos sob o comando de Riley. Embora eles tenham terminado janeiro com 10 vitórias e 5 derrotas, ainda havia provas de que não poderiam vencer o melhor na NBA. Eles já haviam perdido para o San Antonio Spurs por duas vezes, duas vezes para o Phoenix Suns e foram derrotados por 36 pontos pelo Dallas Mavericks. Os meses de fevereiro e março foram de muito sucesso para o Heat, incluindo um sequencia de 15 vitórias. Wade e O'Neal ajudaram o Heat a ter um recorde de 52-30, o suficiente para que o segundo lugar na Conferência Leste estivesse garantido. Seu recorde foi respeitável, mas era visto como algo abaixo em comparação as 59 vitórias e o primeiro lugar na temporada anterior.
O Heat eliminou o sétimo colocado Chicago Bulls na primeira rodada e eliminou os Nets pelo segundo ano consecutivo. Em uma revanche das finais do ano anterior, eles enfrentaram os Pistons. O Heat venceu o Jogo 1 por 91-86 mas perdeu o Jogo 2 por 92-88. A equipe ganhou os Jogos 3 e 4 por 98-83 e 89-78 e assumiu a liderança da série. Os Pistons ganharam o Jogo 5 em Detroit mas o Heat respondeu ao vencer o Jogo 6 e avançar à sua primeira Final da NBA contra o Dallas Mavericks de Dirk Nowitzki, que também estava em sua primeira final da NBA.
O Heat perdeu os dois primeiros jogos em Dallas. Wade liderou o Heat a uma vitória de virada no Jogo 3, em um jogo que o Heat perdia por 13 pontos. Com sua confiança recuperada, o Heat destruiu os Mavs com Wade marcando 43 pontos e Payton novamente defendendo muito bem. Com Pat Riley dando a famosa declaração "um terno, uma camisa, uma gravata", a equipe ganhou o Jogo 6 em Dallas, conquistando o seu primeiro título da NBA. Eles tornaram-se a terceira equipe a ganhar uma série de final depois de reverter uma desvantagem de 2 jogos, igualando Boston Celtics e Portland Trail Blazers. Dwayne Wade ganhou o Prêmio de MVP das Finais.
O título provou ainda a capacidade dos super stars veteranos de Miami: Alonzo Mourning, Gary Payton, Jason Williams e Antoine Walker que nunca tinham vencido um título. Mourning e Payton renovaram com o Heat para a temporada de 2006-07. O título foi o sétimo para o treinador Riley (quinto como treinador principal) e o quarto para O'Neal. O título cumpriu promessas: Quando Riley chegou, ele disse que "imaginou um desfile do título em Biscayne Boulevard" e quando O'Neal chegou, ele prometeu "trazer o título para casa".

### 2006–2010: Problemas pós-título

#### 2006–07: Perdendo na primeira rodada
O Heat começou mal na temporada de 2006-07, perdendo para os Bulls por 42 pontos, a pior derrota em casa na história da equipe e a pior derrota de um campeão no dia de abertura da temporada da NBA. O'Neal jogou os primeiros jogos mas perdeu mais de 30 jogos com uma lesão no joelho direito. Membros-chave do título do Heat, Antoine Walker e Gary Payton, foram perdendo espaço na equipe para Jason Kapono e Dorell Wright.
A primeira metade da temporada foi cheia de infortúnios. O treinador Riley tirou uma licença por tempo indeterminado, Wade brevemente machucou o pulso direito e James Posey e Walker foram retirados da equipe depois de terem falhado em um exame de massa corporal. No meio da temporada, as coisas melhoraram para a equipe. Rothstein, assistente técnico, assumiu a equipe de forma interina, Posey e Walker foram restabelecidos, O'Neal voltou a jogar em janeiro e Riley retomou as suas funções como treinador no início da segunda metade da temporada.
Em 21 de fevereiro, em um jogo contra o Houston Rockets, Wade deslocou o ombro esquerdo e deixou a quadra em uma cadeira de rodas. Logo após a lesão, ele anunciou que iria optar por reabilitação em vez da cirurgia, com a esperança de voltar para os playoffs. A reabilitação foi bem sucedida o suficiente para que ele retornasse em 9 de abril. Wade estava enferrujado e disse que não tinha "pernas para jogar".
Após a lesão de Wade, muitos previram que o Heat não poderia chegar nos playoffs. Essas previsões foram rapidamente descartadas com a equipe vencendo 11 de 14 jogos. O'Neal foi a principal causa do ressurgimento do Heat, jogando seu melhor basquete da temporada e servindo como peça principal da parte ofensiva da equipe. Ter um plantel cheio de veteranos e estrelas também teve um benefício notável com a perda de Wade. Miami foi capaz de conseguir um registro de 16-7 sem ele e no processo foram capazes de conquistar o título da divisão pelo terceiro ano consecutivo.
Pouco depois da volta de Wade, o avô de O'Neal morre, fazendo com que ele perdesse dois jogos. Além disso, Udonis Haslem e Gary Payton se machucaram. O Heat terminou a temporada regular com um recorde de 44-38 e enfrentou o Chicago Bulls na primeira rodada dos playoffs. Eles perderam por 4-0 e se tornaram o primeiro campeão defendendo o título a ser eliminado na 1° rodada dos playoffs desde 1957. Essa também foi a primeira varredura que o Heat levou em sua história.

#### 2007–08: Mudanças no elenco
No draft de 2007, o Heat selecionou Jason Smith com a 20ª escolha e o mandou para o Philadelphia 76ers em troca de Daequan Cook. Com a 39ª escolha, eles selecionaram Stanko Barac, um pivô da Bósnia, mas depois ele foi negociado com o Indiana Pacers por uma escolha de segunda rodada no futuro.
O Heat conseguiu um armador, muito necessário, quando contratou com Smush Parker em um contrato de três anos. Eles também assinaram com o veterano Penny Hardaway, reunindo a dupla Shaq-Penny do Orlando Magic da década de 90. Hardaway foi dispensado em dezembro. Também em 2007, no período de pós-temporada, a equipe fez uma troca envolvendo cinco jogadores com o Minnesota Timberwolves, trazendo de volta Ricky Davis e Mark Blount. Deixaram o Heat: Antoine Walker, Wayne Simien, Michael Doleac e uma escolha de primeira rodada no draft. Davis esteve no Heat em agosto de 2000, mas teve problemas com Riley. Quando a troca ocorreu, ele foi projetado como uma terceira opção para o Heat para complementar Wade e O'Neal.
Em 19 de dezembro de 2007, durante o primeiro quarto do jogo contra o Atlanta Hawks, Mourning rompeu o tendão patelar do joelho direito e foi submetido a uma cirurgia no joelho que custou toda a temporada. Em 5 de fevereiro de 2008, a ESPN informou que o Heat estava interessado em negociar Shaquille O'Neal, ao contrário do que havia dito Pat Riley um mês antes. No dia seguinte, o Heat concordou em trocar O'Neal com o Phoenix Suns por Shawn Marion e Marcus Banks, efetivamente terminando a era Wade-O'Neal. O Heat teve um recorde de 15-67, o pior na NBA. No final da temporada, o treinador Pat Riley perdeu dois jogos para analisar jogos da NCAA, já que o Heat tinha grande chance de receber as escolhas 1 ou 2 no draft.
Em 10 de março de 2008, foi anunciado que Wade ficaria inativo pelo resto da temporada para recuperar o joelho machucado e a lesão no ombro que tinha se agravado na esperança de participar dos Jogos Olímpicos de 2008. No final de março, o Heat obteve o terceiro placar mais baixo na história da NBA durante a derrota de 96-54 para o Toronto Raptors em 19 de março.
Em 28 de abril de 2008, Pat Riley anunciou que deixaria o cargo de treinador principal mas se manteria como presidente da equipe. Ele se substituiu por seu treinador assistente de longa data, Erik Spoelstra, que aos 37 anos, se tornou o treinador mais jovem da história na NBA. Riley terminou sua carreira com 1.210 vitórias, o terceiro maior vencedor de todos os tempos, atrás de Lenny Wilkens e Don Nelson.

#### 2008–10: Reconstrução

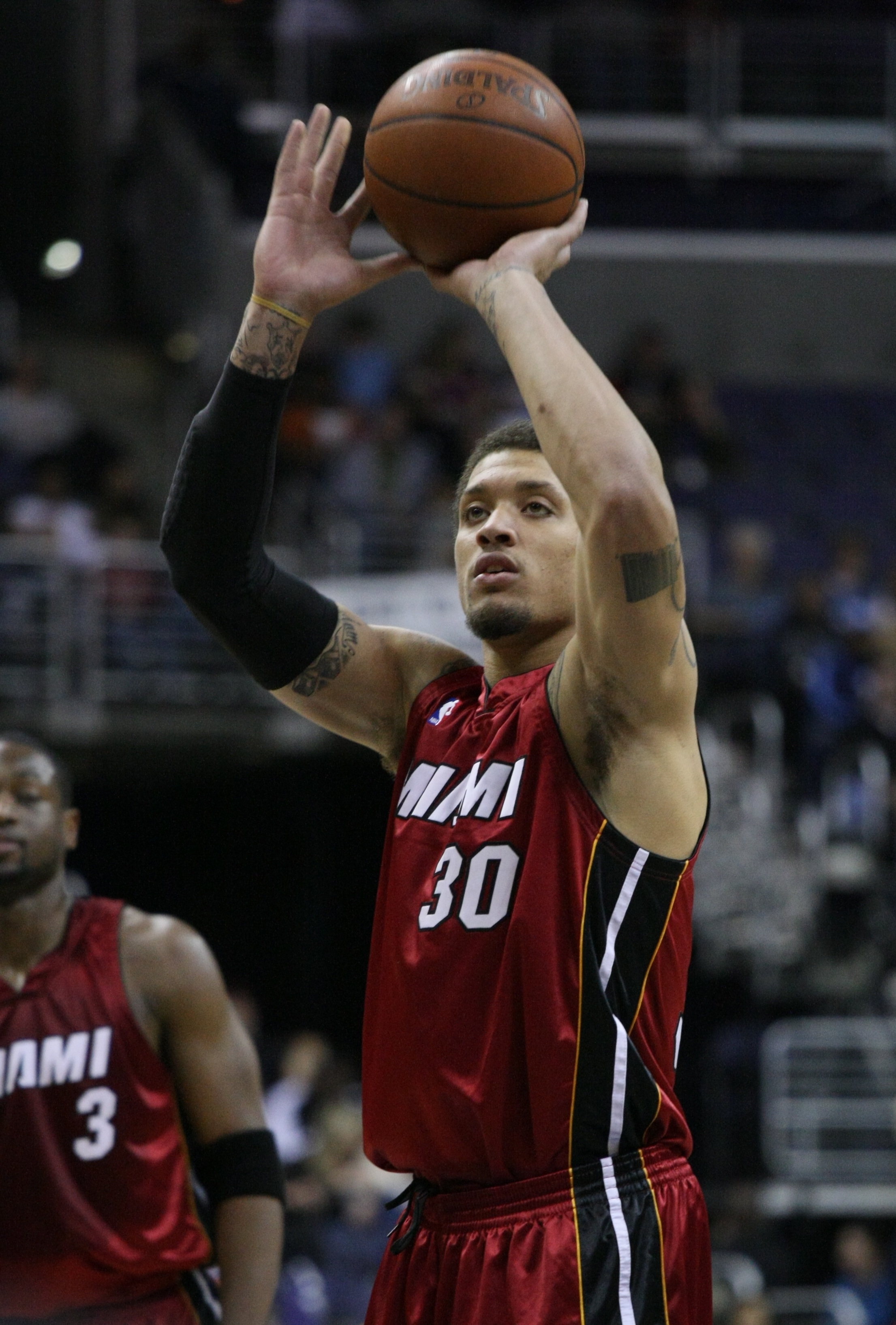
Michael Beasley foi a escolha mais alta do Heat em um draft. Apesar disso, ele foi considerado um fracasso.

O Heat obteve a escolha número 2 no draft de 2008 e selecionou Michael Beasley. Na segunda rodada, com a 52ª escolha, eles selecionaram Darnell Jackson do Kansas e o trocou com o Cleveland Cavaliers em troca da menor de suas escolha de segunda rodada em 2009. Um tanto inesperadamente, foi anunciado que o Heat concordou em negociar a menor das suas três escolha na segunda rodada de 2009 com o Minnesota Timberwolves por Mario Chalmers. No início de julho, o período de agente livre começou e com pouco espaço financeiro, o Heat assinou com James Jones, Yakhouba Diawara e Jamaal Magloire.
Em 29 de setembro de 2008, Randy Pfund deixou o cargo de Gerente Geral, elevando Pat Riley para essa posição. Quatro dias depois, Miami assinou com o armador Shaun Livingston, ex-Los Angeles Clippers. Em 5 de novembro de 2008, Mario Chalmers bateu o recorde da franquia de 9 roubos de bola no jogo contra o Philadelphia 76ers. Em 13 de fevereiro de 2009, o Heat negociou Shawn Marion e Marcus Banks com o Toronto Raptors por Jermaine O'Neal e Jamario Moon. Eles se classificaram para os playoffs com um recorde de 43-39. Miami foi eliminado em sete jogos pro Atlanta Hawks. No entanto, Wade liderou a liga em pontos com média de 30,2 pontos, tornando-se o primeiro jogador da franquia a fazê-lo.
O Heat começou a temporada de 2009-10 com um recorde de 7-1 em seus primeiros oito jogos, mas foram inconsistentes no resto do caminho. Em 5 de janeiro de 2010, o Heat negociou Chris Quinn com o New Jersey Nets por uma escolha de segunda rodada em 2012, o que permitiu que a equipe assinasse com Rafer Alston. A equipe pegou o ritmo tarde, com um registro de 12-1 nos últimos 13 jogos e se classificando em 5° para os playoffs, terminando com um recorde de 47-35 e fazendo uma temporada melhor que a anterior. Porém, o Heat perdeu em cinco jogos na primeira rodada dos playoffs para o Boston Celtics.

### 2010–2014: O Big Three
Começando a temporada de 2010-11 com um espaço de quase 46 milhões de dólares no teto salarial, o Heat causou um grande espanto no mercado em 2010, acrescentando Chris Bosh e LeBron James ao time que já contava com Dwyane Wade. Durante sua decisão aguardada, e transmitida pela ESPN, James anunciou que iria levar seus "talentos para South Beach e se juntar ao Miami Heat", que desencadeou uma reação de grande raiva, principalmente nos fãs de Cleveland. O proprietário dos Cavaliers, Dan Gilbert, cheio de mágoa disse que Cleveland iria ganhar um título antes de James em Miami. Mais tarde naquela noite, o Heat anunciou a troca de Michael Beasley para o Minnesota Timberwolves por duas escolhas de segunda rodada no draft. Em 9 de julho, o Heat completou suas negociações, com o envio de um total de quatro futura escolhas de primeira rodada e duas de segunda rodada para os Raptors por Bosh e para os Cavs por James (que assinaram contratos de 6 anos e 110,1 milhões dólares cada). Anunciado como um "Big Three", Wade, James e Bosh fizeram sua estreia na AmericanAirlines Arena, onde foram introduzidos como Os Três Reis pelo locutor do Heat. Durante a festa de boas-vindas, James descaradamente previu uma dinastia para o Heat e fez alusão a vários campeonatos: "não dois, não três, não quatro, não cinco, e não seis, não sete". Howard Beck do The New York Times descreveu a reação dos fãs: "Todo mundo viu algo: arrogância, grandeza, auto-indulgência, ousadia, covardia, orgulho, amizade, cumplicidade, alegria, cinismo, heróis, mercenários".

#### 2010–11: Perdendo nas finais
No jogo de abertura da temporada, transmitido na TNT e com a estreia de James e Bosh com os uniformes do Heat, o jogo foi o mais assistido da NBA na televisão a cabo. A equipe conseguiu uma sequência de 12 vitórias (10 delas por dois dígitos) e fazendo 100 pontos em todos os jogos. O Heat estava invicto na segunda metade de dezembro e Erik Spoelstra foi nomeado Treinador do Mês.
Em 27 de janeiro de 2011, através da votação de fãs, Wade e James foram selecionados para fazer parte do time titular do All-Star Game de 2011; Bosh foi selecionado como reserva.
O  Heat terminou a temporada regular com um recorde de 58-24, o terceiro melhor da história da equipe e se classificou em 2°, atrás dos Bulls com 60 vitórias. Nos playoffs tão esperados, Miami derrotou o Philadelphia 76ers na primeira rodada, Boston Celtics nas semifinais de conferência e os Bulls nas finais de conferência. O Heat chegou às finais da NBA pela segunda vez e enfrentou novamente o Dallas Mavericks, mas perdeu em seis jogos. James recebeu as críticas pela derrota pois teve média de apenas 3 pontos no quarto período da série. Sua média de pontuação de 17,8 pontos nos playoffs significou uma queda de 8,9 pontos em relação a temporada regular, a maior queda na história da liga.

#### 2011–12: Segundo título
Na abreviada temporada de 2011-12, o Heat teve um registro inicial de 27-7, e pelo segundo ano consecutivo, James, Wade e Bosh foram selecionados para o All-Star Game. No entanto, eles tiveram problemas na segunda metade da temporada e tiveram um registro de 19-13. O Heat terminou com um recorde de 46-20, se classificando em 2° lugar para os playofs de 2012.
Na primeira rodada, o Heat abriu uma vantagem de 3-0 contra o New York Knicks, mas não foi capaz de fechá-la no Jogo 4. Uma vitória no Jogo 5 fez o Heat ir para segunda rodada contra o Indiana Pacers. Em uma vitória em casa no Jogo 1, Bosh se tornou uma baixa com uma lesão abdominal e perdeu o resto da série. Depois de perder dois jogos, muitos criticaram o fraco desempenho de Wade, chamando a atenção para o fato de que ele teve uma discussão verbal com Spoelstra. No entanto, com Wade visitando seu antigo treinador de colégio, a equipe superou as adversidades e derrotou os Pacers nos próximos três jogos. Nas finais da Conferência Leste, o Heat derrotou os Celtics por 4-3, alcançando as finais da NBA pelo segundo ano consecutivo.
No tão esperado duelo com o Oklahoma City Thunder, o Heat venceu facilmente por 4-1. James foi nomeado o MVP da Finais, ganhando o seu primeiro título da NBA. O Heat tornou-se o primeiro time da NBA a vencer a final, apesar de estar perdendo em três diferentes séries anteriores (1-2 contra Indiana, 2-3 contra Boston 0-1 contra OKC).

#### 2012–13: Fazendo história
Em 11 de julho de 2012, o Heat oficialmente assinou com os veteranos Ray Allen, em um contrato de três anos e US$6.3 milhões, e Rashard Lewis em um contrato de dois anos e US$2.75 milhões. Depois de dispensar Terrel Harris e Josh Harrellson, Miami contratou Jarvis Varnado e Chris Andersen pelo restante da temporada para reforçar a defesa. Miami se tornou a terceira equipe a ter três All-Stars (Wade, James e Bosh) em pelo menos três temporadas consecutivas.
Ao longo do caminho, o Heat alcançou marcos individuais. Em 21 de novembro de 2012, contra o Milwaukee Bucks, Udonis Haslem se tornou o primeiro jogador não selecionado no draft a liderar uma franquia em rebotes. Em 12 de janeiro de 2013, contra o Sacramento Kings, Mario Chalmers teve um recorde de 10 triplos-duplos na carreira, empatando o recorde de Brian Shaw de mais três pontos feitos em um único jogo. Quatro dias depois, contra o Golden State Warriors, James se tornou o jogador mais jovem da história da NBA a marcar 20.000 pontos na carreira e fez sua 5.000ª assistência.
Em 11 de fevereiro de 2013, contra o Portland Trail Blazers, James quebrou o recorde de Moses Malone e Adrian Dantley de seis jogos consecutivos de 30 pontos com 60% de arremessos certos. A vitória também foi a 1.000ª vitória do Heat na temporada regular. Com uma vitória contra o Sacramento Kings em 26 de fevereiro de 2013, Miami ampliou sua sequência de vitórias para 12 consecutivas. James se tornou o primeiro jogador a acertar 64% em pelo menos 200 tentativas em um mês desde Kareem Abdul-Jabbar em março de 1983. Após vitórias consecutivas contra o Memphis Grizzlies e New York Knicks, os Heat empatou seu recorde de 14 vitórias consecutivas, estabelecido pela primeira vez na temporada de 2004-05. Uma vitória contra o Indiana Pacers estendeu a seqüência para 18, marcando a primeira vez que o Heat derrotou todas as 29 equipes em uma única temporada. Wade se tornou o primeiro armador desde Michael Jordan em 1995-96 a pontuar mais de 20 pontos com mais de 50% de arremessos certos em 11 jogos consecutivos. Em 25 de março, o Heat ganhou do Orlando Magic e alcançou a sua 27º vitória consecutiva.
Em 27 de março, a sequência terminou quando o Chicago Bulls venceu o Heat por 101–97 em Chicago. Mesmo assim, naquele jogo contra o Bulls, Wade teve seu 50º bloqueio da temporada. Foi sua oitava temporada seguida com 50 ou mais bloqueio. Em 31 de março, em uma vitória contra o San Antonio Spurs, o Heat se tornou o primeiro time da NBA a vencer 17 jogos em um único mês. Uma vitória contra o Washington Wizards em 10 de abril estabeleceu um novo recorde da franquia de 62 vitórias. Eles conseguiram isso sem o Big 3 entrar no jogo. Derrotar o Orlando no final da temporada estabeleceu o recorde da franquia de 66 vitórias em uma temporada.
Nos playoffs, Miami ganhou do Milwaukee Bucks e do Chicago Bulls nas primeiras rodadas. Com uma vitória no Jogo 7 contra o Indiana Pacers, o Miami se tornou o primeiro time da Conferência Leste a chegar às finais da NBA em três anos consecutivos desde os Bulls no final dos anos 1990.
Na final da NBA contra o San Antonio Spurs, o Miami perdeu o Jogo 1 em uma cesta de Tony Parker nos segundos finais. O Heat venceu o Jogo 2 com o bloqueio monstruoso de James em Tiago Splitter sendo um dos destaques do jogo. Os Spurs responderam derrotando o Heat por 113-77 em San Antonio. As duas equipes continuaram a empatar vitórias até o Jogo 6, onde os Spurs estavam em posição de fechar a série e ganhar o título. Com 5 segundos restantes, Ray Allen acertou uma cesta de 3 pontos para enviar o jogo para a prorrogação, onde o Heat venceu por 103-100. O jogo é considerado um dos maiores da história das Finais. O Heat derrotou os Spurs por 95-88 no Jogo 7, atrás de um desempenho de 37 pontos e 12 rebotes de James e um esforço de 23 pontos e 10 rebotes de Wade.
O Heat conquistou o título da NBA pelo segundo ano consecutivo, tornando-se o primeiro time da Conferência Leste a ser bicampeão da liga desde o Chicago Bulls. James foi nomeado o MVP das Finais da NBA, tornando-se o quinto jogador a ganhar o prêmio consecutivamente junto com Michael Jordan, Bill Russell, Kobe Bryant, Shaquille O'Neal e Hakeem Olajuwon.

#### 2013–14: Último ano com o Big Three
Na entressafra, o Heat se concentrou em manter sua equipe. Ray Allen, Rashard Lewis, Mario Chalmers e Chris Andersen optaram por renovarem seus contratos por um ano. Durante o draft de 2013, o Heat trocou uma escolha da segunda rodada por James Ennis, a 50ª escolha geral. Mike Miller foi dispensado por meio da cláusula de anistia, o que economizaria ao Heat mais de US $ 40 milhões. Greg Oden e Michael Beasley assinaram por um ano.
O Heat começou a temporada de 2013-14 com um recorde de 22–6, o melhor começo na história da franquia. Durante a temporada, se falou muito sobre o mal desempenho de Mario Chalmers, muitas vezes sendo alvo de críticas de LeBron, Wade e Bosh. Durante um jogo em casa contra o Indiana Pacers em 18 de dezembro de 2013, LeBron e Chalmers quase entraram em uma briga após trocarem xingamentos no terceiro quarto.
Durante um jogo em casa contra o Charlotte Bobcats, LeBron James marcou 61 pontos, um recorde da franquia.
O Heat concluiu a temporada com um recorde de 54-28 na temporada regular, o menor recorde na era do Big Three. Nos playoffs, eles venceram o Charlotte Bobcats na primeira rodada, o Brooklyn Nets na segunda rodada e o Indiana Pacers nas finais de conferência.
Miami chegaria às finais pelo quarto ano consecutivo, juntando-se ao Boston Celtics e ao Los Angeles Lakers como apenas a terceira franquia a alcançar tal feito. Nas finais, eles fariam uma revanche com o San Antonio Spurs. No entanto, o Heat não conseguiria atingir o tri-campeonato, perdendo a série por 4-1.
Em 11 de julho de 2014 , LeBron James anunciou que decidiu retornar a Cleveland.

### 2014–2019: Pós-Big Three e aposentadoria de Wade

#### 2014–15: perdendo os playoffs
Muito parecido com o Cleveland Cavaliers durante o período de entressafra de 2014, o Heat se concentrou em como permaneceria como um dos principais candidatos ao título sem LeBron James. No entanto, ao invés de reconstruir, o Heat manteve grande parte de seu elenco. Apesar da saída de James, o período de entressafra para o Heat marcou o retorno de muitos veteranos importantes e a chegada de novas estrelas. Bosh assinou um contrato robusto de US$ 115 milhões em cinco anos e Wade assinou um contrato de US$ 31 milhões em dois anos. Mario Chalmers, Udonis Haslem e Chris Andersen também retornaram, porém James Jones foi se juntar a LeBron em Cleveland. O Heat também contratou Luol Deng, Danny Granger, Josh McRoberts e Shabazz Napier. A equipe ainda permaneceu como um dos principais candidatos ao título por muitos analistas esportivos.
Apesar de um começo esperançoso de 3-0 para o Heat, eles foram para 9-12 no início da temporada. Depois disso, eles passaram por um padrão alternado de vitórias e derrotas e sofreram problemas com lesões. Em 15 de dezembro de 2014, Bosh foi afastado devido a uma distensão na panturrilha. Em 23 de dezembro, foi anunciado que Josh McRoberts estaria ausente pelo resto da temporada, apesar da cirurgia bem-sucedida em seu joelho lesionado. O Heat recebeu US $ 2,65 milhões em espaço de teto salarial após entrar com um pedido de exceção para jogador com deficiência. Em 25 de dezembro, LeBron fez seu primeiro retorno a Miami como um membro dos Cavaliers. O Heat compilou vídeos de tributo e ele recebeu ovações dos fãs. Graças às performances impressionantes de Wade e Deng, o Heat venceu os Cavaliers por 101-91, compilando uma de suas melhores vitórias da temporada.
Em 21 de fevereiro, Bosh foi afastado pelo resto da temporada devido a coágulos sanguíneos nos pulmões.
No final da temporada, o Heat teve um recorde de 37-45 e não conseguiu chegar aos playoffs.

#### 2015–16
Durante o período de off-season de 2015, o Heat adquiriu Amar'e Stoudemire, Justise Winslow e Joe Johnson. Eles também renovaram com Wade, Goran Dragić e Luol Deng.
Depois que Bosh foi descartado pelo resto da temporada após o All-Star Weekend pelo segundo ano consecutivo devido a coágulos de sangue, Deng, Dragic e Wade se prepararam para liderar o Heat pelo resto da temporada.
Nessa temporada, ele teve um recorde de 48-34. Embora tivessem o mesmo recorde do Atlanta Hawks, Boston Celtics e Charlotte Hornets, o Heat conquistou uma vaga nos playoffs, ganhando a vantagem de jogar em casa contra os Hornets.
Contra os Hornets, o Heat venceu os dois primeiros jogos e Charlotte venceu os Jogos 3 e 4. Miami venceu o Jogo 7 após um desempenho incrível de 25 pontos de Dragic. Nas semifinais contra o Toronto Raptors, o Heat venceu o Jogo 1 na prorrogação mas perdeu os Jogos 2 e 3. O Miami venceu o Jogo 4 em casa e perdeu o Jogo 5 em Toronto. Wade liderou o caminho para uma vitória no Jogo 6, levando a um jogo 7 em Toronto. O Heat perdeu o Jogo 7 e foi eliminado.
A off-season de 2016 viu muitos jogadores da franquia deixarem a equipe em busca do título. Depois de não conseguir contratar Kevin Durant (que se juntou ao Golden State Warriors), o foco mudou para as questões de relacionamento aparentemente fervilhantes e desentendimentos entre Dwyane Wade e o presidente do Heat, Pat Riley, principalmente sobre negociações de contrato. Wade exigiu um contrato de 2 anos e US$ 50 milhões e rejeitou uma oferta de US$ 42 milhões.

##### Fim da era Dwyane Wade
Em 6 de julho, Wade anunciou que estava deixando o Heat para se juntar ao Chicago Bulls. Wade afirmou que se sentiu subestimado quando eles colocaram Kevin Durant e Hassan Whiteside sobre ele. Pat Riley respondeu à decisão de Wade com um texto emocionante.
Depois de passar a temporada de 2017-18 com o Cleveland Cavaliers com LeBron James, Wade decidiu retornar ao Heat para a temporada de 2018-19, depois de perder alguns jogos após o nascimento de sua filha.
Em 9 de abril de 2019, Wade jogou sua última partida em casa em Miami, marcando 30 pontos. Em seu último jogo na noite seguinte, Wade registrou seu quinto triplo-duplo da carreira com 25 pontos, 11 rebotes e 10 assistências. A camisa 3 de Wade foi aposentada em 7 de janeiro de 2020.

### 2019–2025: Era Jimmy Butler

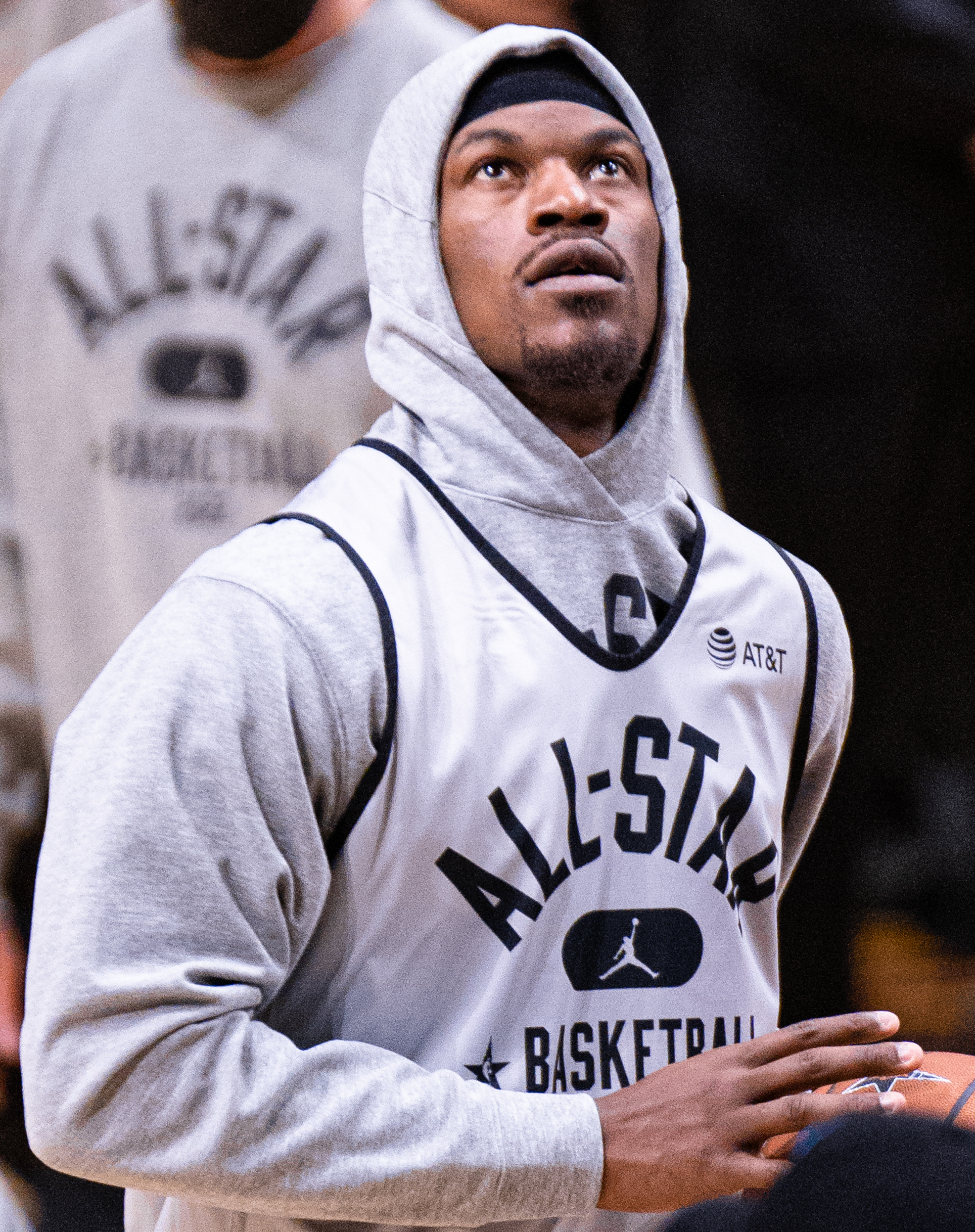
Jimmy Butler liderou o Heat durante os playoffs no início de 2020

Antes da temporada de 2019–20, Miami adquiriu Jimmy Butler, Andre Iguodala e Jae Crowder, e selecionou o ala-armador de Kentucky, Tyler Herro, no draft de 2019. Após a suspensão da temporada devido à pandemia do COVID-19, o Heat foi um dos 22 times convidados a participar da bolha da NBA em Orlando de julho a outubro de 2020. Pela primeira vez em seis anos, o Heat voltou as finais depois de derrotar o Boston Celtics nas finais da Conferência Leste. A equipe terminou a temporada como vice-campeão depois de perder para o Los Angeles Lakers.
Após uma off-season historicamente curta de 72 dias, o Heat lutou para encontrar consistência na temporada de 2020-21, terminando como a sexta melhor campanha da conferência. Eles foram varridos na primeira rodada contra o Milwaukee Bucks. A off-season de 2021 viu as saídas de Dragić e Iguodala, juntamente com a aquisição do veterano Kyle Lowry e P. J. Tucker.
Depois de uma boa temporada regular na temporada 2021-22, fechando com 53 vitórias e 1° colocado no Leste, o Heat avançou até as finais de conferência, passando pelo Atlanta Hawks em 5 jogos na primeira rodada, pelo Philadelphia 76ers em 6 jogos na semifinal, mas a pós-temporada da equipe da Flórida acabou em 7 jogos contra o Boston Celtics nas finais da conferência.
Em 2022-23, com um começo irregular, acabou terminando em 7° na conferência, indo para os play-offs por meio do torneio play-in, surpreendentemente eliminando o Milwaukee Bucks em 5 jogos (com Jimmy Butler anotando 56 pontos no jogo 4 da série), passando contra o New York Knicks em 6 jogos, e nas finais da conferência enfrentando novamente o Boston Celtics, e após ter aberto 3-0 de vantagem e tomar o empate, o Heat acabou tendo sua revanche em 7 jogos, e avançando para as Finais da NBA após 3 anos (se tornando apenas o 2° time na história da liga classificado em 8° lugar na temporada regular, que conseguiu ir para as finais). A equipe acabou sendo vice-campeã depois de uma série de 5 jogos contra o Denver Nuggets.
Na temporada de 2023-24, com a saída de Kyle Lowry e a vinda de Terry Rozier, o Heat encerrou a temporada regular em 8°, indo aos play-offs pela segunda temporada consecutiva por meio do torneio play-in após vencer o Chicago Bulls, com Jimmy Butler se lesionando na partida, o Miami foi eliminado na primeira rodada em 5 jogos após enfrentar o Boston Celtics pela 3° vez seguida.
Em 2024-25, com uma offseason turbulenta e desavenças de Jimmy Butler com Pat Riley, o astro da equipe acabou sendo trocado para o Golden State Warriors, por Andrew Wiggins, Kyle Anderson e uma pick de primeiro round. Apesar do armador Tyler Herro ter realizado uma temporada de All-Star, novamente a equipe fez uma campanha mediana na temporada regular, eliminando novamente o Chicago Bulls pela 3° vez seguida no play-in, e confirmando a ida aos play-offs em uma partida contra o Atlanta Hawks, o Heat acabou sendo varrido nos play-offs na primeira rodada pelo 1° colocado Cleveland Cavaliers, com o quarto jogo sendo perdido em casa por 138-83 (a 4° maior diferença da história dos play-offs).

## Títulos
|                   | Títulos | Anos                                                                                            |
| ----------------- | ------- | ----------------------------------------------------------------------------------------------- |
| Títulos da Nba    | 3       | 2006, 2012 e 2013                                                                               |
| Conferência Leste | 7       | 2006, 2011, 2012, 2013, 2014, 2020 e 2023                                                       |
| Divisão Sudeste   | 16      | 1997, 1998, 1999, 2000, 2005, 2006, 2007, 2011, 2012, 2013, 2014, 2016, 2018, 2020, 2022 e 2023 |

## Uniformes
| 1988–1999 (mandante) | 1988–1999 (visitante) | 1999–presente (mandante) | 1999–presente (visitante) | 2001–presente (3° uniforme) |

Os primeiros uniformes do Miami Heat consistiam apenas em faixas nas laterais das camisas e shorts. Os uniformes de mandante eram brancos com letras em vermelho, preto e laranja enquanto os uniformes de visitante eram pretos com vermelho branco e laranja guarnição. Os números eram branco com vermelho, preto e laranja, usando a mesma fonte do clássico Los Angeles Lakers. O logotipo original 'Bola de fogo' ficava perna esquerda do calção enquanto a palavra 'Miami' na perna direita. Na Temporada da NBA de 1995-96 o Heat introduzido um uniforme vermelho alternativo com letras e números em preto e com branco e laranja.
Os uniformes atuais têm sido utilizados desde a temporada 1999-2000. Estes uniformes, embora sejam semelhantes têm diferenças marcantes como a distribuição em ambos os lados, a mudança de laranja para amarelo, as letras com fonte atualizadas, e um logo modificado na perna direita. No uniforme preto os números são brancos e vermelhos. O 3° uniforme vermelho foi introduzido durante a Temporada da NBA de 2001-02, e apresenta o nome da cidade e números em branco com preto. o Heat também foi a única equipe a ter o logotipo da NBA no ombro direito em vez do esquerdo, até a introdução da Adidas 30 uniformes em 2010, que obrigou todas as equipes a usarem o logotipo no ombro esquerdo. Na temporada 2009-10 os uniformes vermelhos foram ajustados para incluir o logo secundário "MH"  na perna esquerda que também foi adicionada na linha de cintura dos uniformes de visitante e mandante, o logotipo do Heat também foi transferido para a perna esquerda. Similar ao Utah Jazz, Chicago Bulls e Orlando Magic, o Heat teve uma regra que proíbe jogadores de usarem faixas de cabeça na quadra. Desde 2009 , porém, o Heat tem permitido o uso de faixas na cabeça, começando com Jermaine O'Neal e depois com LeBron James, Eddie House, Erick Dampier e Mike Bibby.
Desde a temporada de 2008, o Heat participa da promoção Noche Latina da NBA, ou noites latinas. Em comemoração a ocasião o Heat usa seu uniformes preto com a inscrição El Heat.
Na temporada 2011-12, o Heat planejava usar um 4° uniforme todo preto, além dos 3 existentes uniformes. Estes uniformes foram revelados em 2010 com o uso exclusivo para fãs e não para uso jogo, mas depois o Heat começou a usá-los nos jogos em casa da temporada 2011-12 (contra equipes como os Bulls, Thunder, Knicks, Mavericks, Lakers e etc.).
O Miami Heat também homenageia o extinto time da ABA Miami Floridians.

## Rivalidades

### New York Knicks
A rivalidade entre o New York Knicks e Miami Heat foi resultado do encontro em 4 séries consecutivas de playoffs de 1997 a 2000. Cada série chegou à quantidade máxima de jogos. A rivalidade foi intensificada por uma rixa entre Pat Riley e seu sucessor nos Knicks, Jeff Van Gundy. Os dois primeiros anos foram marcados pela violência física durante a série.
Esta rivalidade diminuiu com o tempo. Desde o realinhamento das divisões, com a adição do Charlotte Bobcats, o Miami Heat foi transferido para a Divisão Sudeste. No entanto, todas as vezes que se enfrentam seus jogadores dão o melhor para vencer o confronto. Nos últimos anos a rivalidade reacendeu com o Heat assinando com LeBron James e Chris Bosh, enquanto os Knicks assinaram com Amar'e Stoudemire e Carmelo Anthony. Os dois times se enfrentaram na primeira rodada dos playoffs da temporada de 2011-12, onde o Heat venceu em cinco jogos. O reencontro mais recente nos playoffs aconteceu com os dois se enfrentando nas semifinais da Conferência Leste, em que o Heat venceu a série em 6 jogos.

### Chicago Bulls
A rivalidade com o Chicago Bulls começou quando o Miami Heat se tornou candidato a ir as finais da NBA durante os anos 90, uma década dominada pelos Bulls de Michael Jordan. Durante esse período, o Heat foi eliminado três vezes pelos Bulls. Depois de Jordan se aposentar e o Heat se enfraquecer no início dos anos 2000, a rivalidade esfriou e voltou logo depois com Heat ganhando a série de 2005-06 por 4-2 e na temporada seguinte ser varrido pelo Bulls na primeira rodada dos playoffs.
A rivalidade se intensificou com o ressurgimento dos Bulls com Derrick Rose e do Heat com Dwyane Wade, Chris Bosh e LeBron James. A rivalidade tem envolvido faltas duras entre os jogadores. As equipes se encontraram em 2011 nas finais da Conferência Leste com o Heat vencendo em cinco jogos.

### Orlando Magic
O Orlando Magic e o Miami Heat tinham uma rivalidade porque ambas as equipes estavam localizadas na Flórida, portanto a rivalidade era conhecida como a Rivalidade de Sunshine State. Outro ingrediente para a rivalidade eram os jogadores de alto calibre de ambos os times, como Shaquille O'Neal e Penny Hardaway de Orlando e Alonzo Mourning e Tim Hardaway de Miami. Os dois se enfrentaram nos playoffs pela primeira vez em 1997, com o Miami batendo o Orlando por 3-2.
A rivalidade se intensificou com o estrelato crescente de Dwyane Wade e Dwight Howard, resultando em uma competição acirrada entre os dois .
Quando Dwight Howard saiu do Magic para o Los Angeles Lakers em agosto de 2012, a rivalidade diminuiu. O Orlando Magic está passando por um processo de reconstrução, no entanto, a competição continua tensa.

### Boston Celtics
Em 2010, o Heat perdeu na primeira rodada para o Boston Celtics. Dwyane Wade declarou que seria sua última derrota na primeira rodada, depois de três playoffs seguidos que acabavam cedo. Com a aquisição de LeBron James - que já havia sofrido derrotas para os Celtics nos Cavaliers - e Chris Bosh, eles voltariam a se enfrentar nas duas temporadas seguintes, com o Heat vencendo na segunda rodada em 2011 e nas finais do Leste em 2012.
Wade já declarou que odeia o Celtics, e James recusava-se a falar o nome do time em 2011.  Ao mesmo tempo, Garnett e Pierce reagiram mal a Allen ir para o Heat em 2013.

### Indiana Pacers
A rivalidade recente foi desencadeada com o Indiana Pacers nas semifinais da Conferência Leste de 2012. Indiana teve uma breve vantagem quando abriu 2-1 na série. Logo depois, Miami perdeu Chris Bosh devido a uma lesão abdominal. Nos três jogos seguintes, LeBron James e Dwyane Wade lideraram Miami à vitória por 4-2 na série. Esta série foi marcada por várias brigas, suspensões e faltas flagrantes entre os jogadores.
Eles se encontraram nas finais da Conferência Leste de 2013. Novamente a série foi marcada por várias faltas técnicas e flagrantes. No final, o Heat venceu a série por 4-3, após uma vitória por 99-76 no Jogo 7.

## Jogadores

### Hall da Fama do Basquete
| Jogadores   | Jogadores        | Jogadores | Jogadores           | Jogadores  |
| No.         | Nome             | Posição   | Temporadas          | Introdução |
| ----------- | ---------------- | --------- | ------------------- | ---------- |
| 20          | Gary Payton      | G         | 2005–2007           | 2013       |
| 33          | Alonzo Mourning  | C/F       | 1995–2002 2005–2008 | 2014       |
| 32          | Shaquille O'Neal | C         | 2004–2008           | 2016       |
| 34          | Ray Allen        | G         | 2012–2014           | 2018       |
| 1           | Chris Bosh       | F         | 2010–2017           | 2021       |
| 10          | Tim Hardaway     | G         | 1996–2001           | 2022       |
| 3           | Dwyane Wade      | G         | 2003–2016 2018–2019 | 2023       |
| Treinadores |                  |           |                     |            |
| Nome        | Nome             | Posição   | Temporadas          | Introdução |
| Pat Riley   | Pat Riley        | Treinador | 1995–2003 2005–2008 | 2008       |

### Números aposentados
O Heat já se aposentou sete números, embora apenas seis deles jogaram na franquia. Pat Riley retirou o número #23 de Michael Jordan antes de seu jogo final em Miami durante a temporada de 2002-03 como um tributo à sua carreira. Alonzo Mourning teve o seu número #33 aposentado durante uma cerimônia em 30 de março de 2009. Em 28 de outubro de 2009, o número #10 de Tim Hardaway foi aposentado durante a abertura da temporada de 2009-10. O número #1 de Chris Bosh foi aposentado na temporada de 2018-2019. O número #3 de Dwyane Wade foi aposentado na temporada de 2019-2020. O número #40 de Udonis Haslem foi aposentado na temporada de 2023-2024.
Durante a temporada de 2005-06, a organização estabeleceu o número #13 como número de honra em homenagem a Dan Marino por causa de suas contribuições para o Miami Dolphins da NFL. No entanto, o número #13 não está aposentado e pode ser usado pelos jogadores do Heat.
| No. | Jogador          | Posição | Temporadas          | Data                    |
| --- | ---------------- | ------- | ------------------- | ----------------------- |
| 1   | Chris Bosh       | F       | 2010–2017           | 26 de Março de 2019     |
| 3   | Dwyane Wade      | G       | 2003–2016 2018–2019 | 22 de Fevereiro de 2020 |
| 10  | Tim Hardaway     | G       | 1996–2001           | 28 de Outubro de 2009   |
| 23  | Michael Jordan   | G       | —                   | 11 de Abril de 2003     |
| 32  | Shaquille O'Neal | C       | 2004–2008           | 22 de Dezembro de 2016  |
| 33  | Alonzo Mourning  | C       | 1995–2002 2005–2008 | 30 de Março de 2009     |
| 40  | Udonis Haslem    | F       | 2003–2023           | 19 de Janeiro de 2024   |

## Estatisticas gerais
Estatísticas atualizadas em 17 de abril de 2025.

### Jogos
| #   | País           | Nome            | Período              | Jogos |
| --- | -------------- | --------------- | -------------------- | ----- |
| 1.  | Estados Unidos | Dwyane Wade     | 2003–2016, 2017–2019 | 948   |
| 2.  | Estados Unidos | Udonis Haslem   | 2003–2023            | 879   |
| 3.  | Estados Unidos | Alonzo Mourning | 1995–2002, 2004–2008 | 593   |
| 4.  | Estados Unidos | Bam Adebayo     | 2017–                | 567   |
| 5.  | Estados Unidos | Mario Chalmers  | 2008–2015, 2016      | 525   |
| 6.  | Estados Unidos | Keith Askins    | 1990–1999            | 486   |
| 7.  | Estados Unidos | Glen Rice       | 1989–1995            | 478   |
| 8.  | Estados Unidos | Grant Long      | 1988–1995            | 472   |
| 9.  | Estados Unidos | Bimbo Coles     | 1990–1996, 2003–2004 | 462   |
| 10. | Estados Unidos | Rony Seikaly    | 1988–1994            | 439   |

### Pontos
| #   | País           | Nome            | Período              | Pontos |
| --- | -------------- | --------------- | -------------------- | ------ |
| 1.  | Estados Unidos | Dwyane Wade     | 2003–2016, 2017–2019 | 21.556 |
| 2.  | Estados Unidos | Alonzo Mourning | 1995–2002, 2004–2008 | 9.459  |
| 3.  | Estados Unidos | Glen Rice       | 1989–1995            | 9.248  |
| 4.  | Estados Unidos | Bam Adebayo     | 2017–                | 8.923  |
| 5.  | Estados Unidos | LeBron James    | 2010–2014            | 7.919  |
| 6.  | Estados Unidos | Tyler Herro     | 2019–                | 6.987  |
| 7.  | Estados Unidos | Chris Bosh      | 2010–2016            | 6.914  |
| 8.  | Estados Unidos | Rony Seikaly    | 1988–1994            | 6.742  |
| 9.  | Estados Unidos | Jimmy Butler    | 2019–2025            | 6.630  |
| 10. | Estados Unidos | Udonis Haslem   | 2003–2023            | 6.586  |

### Assistências
| #   | País           | Nome            | Período              | Assistências |
| --- | -------------- | --------------- | -------------------- | ------------ |
| 1.  | Estados Unidos | Dwyane Wade     | 2003–2016, 2017–2019 | 5.310        |
| 2.  | Estados Unidos | Tim Hardaway    | 1995–2001            | 2.867        |
| 3.  | Estados Unidos | Bam Adebayo     | 2017–                | 2.044        |
| 4.  | Eslovénia      | Goran Dragić    | 2015–2021            | 2.034        |
| 5.  | Estados Unidos | Mario Chalmers  | 2008–2015            | 2.004        |
| 6.  | Estados Unidos | LeBron James    | 2010–2014            | 1.980        |
| 7.  | Estados Unidos | Bimbo Coles     | 1990–1996, 2003–2004 | 1.961        |
| 8.  | Estados Unidos | Jimmy Butler    | 2019–2025            | 1.789        |
| 9.  | Estados Unidos | Tyler Herro     | 2019–                | 1.460        |
| 10. | Estados Unidos | Sherman Douglas | 1989–1992            | 1.262        |

### Rebotes
| #   | País           | Nome             | Período              | Rebotes |
| --- | -------------- | ---------------- | -------------------- | ------- |
| 1.  | Estados Unidos | Udonis Haslem    | 2003–2023            | 5.791   |
| 2.  | Estados Unidos | Bam Adebayo      | 2017–                | 5.024   |
| 3.  | Estados Unidos | Alonzo Mourning  | 1995–2002, 2004–2008 | 4.807   |
| 4.  | Estados Unidos | Rony Seikaly     | 1988–1994            | 4.544   |
| 5.  | Estados Unidos | Dwyane Wade      | 2003–2016, 2017–2019 | 4.482   |
| 6.  | Estados Unidos | Hassan Whiteside | 2014–2019            | 3.870   |
| 7.  | Estados Unidos | Grant Long       | 1988–1995            | 3.281   |
| 8.  | Estados Unidos | Chris Bosh       | 2010–2016            | 2.816   |
| 9.  | Estados Unidos | Brian Grant      | 2000–2004            | 2.654   |
| 10. | Estados Unidos | Glen Rice        | 1989–1995            | 2.363   |

## Treinadores
Houve seis treinadores do Miami Heat. Ron Rothstein foi o primeiro treinador principal da franquia, servindo de 1988 a 1991. Kevin Loughery foi seu sucessor de 1991 a 1995, guiando o Heat para suas duas primeiras vagas nos playoffs em 1992 e 1994. Loughery foi demitido na temporada de 1994-95. Alvin Gentry, um assistente que ingressou no clube em 1991, foi contratado para substituir Loughery temporariamente. Após a temporada, Gentry mudou-se para o Detroit Pistons.
No verão de 1995, o proprietário Micky Arison contratou Pat Riley como treinador principal e presidente da equipe. Após ter um recorde de 25-57 na temporada de 2002-03, Riley anunciou abruptamente sua aposentadoria, mas permaneceu como presidente da equipe. Ele elegeu o seu assistente, Stan Van Gundy, como seu substituto.
Um recorde de 11–10 no início da temporada de 2005-06 levou Riley a sair da aposentadoria e substituir Van Gundy. Pouco depois, Riley ganharia seu quinto e último título como treinador principal, bem como o primeiro título de Miami em 2006. Riley se aposentaria permanentemente após a temporada de 2007-08, mas permaneceu como presidente da equipe. Seu substituto escolhido a dedo, o seu assistente, Erik Spoelstra, é o atual técnico do Heat, cargo que ocupa desde 2008. Aos 38 anos, ele foi o mais jovem técnico da liga na época, bem como o primeiro filipino-americano treinador principal na história da liga. Spoelstra levou a equipe a quatro aparições consecutivas nas finais da NBA, culminando no bi-campeonato em 2012 e 2013.
| # | Nome           | Temporadas | Temporada regular | Temporada regular | Temporada regular | Temporada regular | Playoffs | Playoffs | Playoffs | Playoffs | Conquistas | Referências |
| # | Nome           | Temporadas | J                 | V                 | D                 | %                 | J        | V        | D        | %        | Conquistas | Referências |
| 1 | Ron Rothstein  | 1988–1991  | 246               | 57                | 189               | .232              | —        | —        | —        | —        | | [ 118 ]     |
| 2 | Kevin Loughery | 1991–1995  | 292               | 133               | 159               | .455              | 8        | 2        | 6        | .250     | | [ 119 ]     |
| 3 | Alvin Gentry   | 1995       | 36                | 15                | 21                | .417              | —        | —        | —        | —        | | [ 120 ]     |
| 4 | Pat Riley      | 1995–2003  | 624               | 354               | 270               | .567              | 43       | 18       | 25       | .419     | Top 10 melhores treinadores da história da NBA (1996) Técnico do Ano da NBA na temporada da NBA de 1996–97 Top 15 melhores treinadores da história da NBA (2022) | [ 121 ]     |
| 5 | Stan Van Gundy | 2003–2005  | 185               | 112               | 73                | .605              | 28       | 17       | 11       | .607     | |             |
| — | Pat Riley      | 2005–2008  | 225               | 100               | 125               | .444              | 27       | 16       | 11       | .593     | Campeão da NBA (2006) | [ 122 ]     |
| 6 | Erik Spoelstra | 2008–      | 1.359             | 787               | 572               | .579              | 189      | 110      | 79       | .582     | Campeão da NBA (2012, 2013) Top 15 melhores treinadores da história da NBA (2022)                                                                                | [ 123 ]     |

## Rádio e televisão
As principais estações de rádio do Heat são WAXY (790 AM) em inglês, com Mike Inglis, o ex-técnico do Heat, Ron Rothstein, e a ex-jogadora da WNBA, Ruth Riley, narrando os jogos, e WQBA (1140 AM) em espanhol, com Jose Pañeda e Joe Pujala na narração.

Os jogos do Heat são televisionados principalmente pela Bally Sports Sun com Eric Reid e John Crotty. Reid faz parte da equipe de transmissão do Heat desde o início da franquia, primeiro servindo como analista e, mais tarde, se tornando a voz principal na temporada de 1991-92. Durante os primeiros quatro anos da franquia, houve transmissões simultâneas de jogos transmitidos localmente por rádio e televisão antes que a franquia criasse equipes de transmissão separadas.